# Sächsische XIV HT
| XIV HT DR-Baureihe 75.5 ETAT 32 PKP OKl101 NMBS/SNCB 96 | XIV HT DR-Baureihe 75.5 ETAT 32 PKP OKl101 NMBS/SNCB 96 | XIV HT DR-Baureihe 75.5 ETAT 32 PKP OKl101 NMBS/SNCB 96 | XIV HT DR-Baureihe 75.5 ETAT 32 PKP OKl101 NMBS/SNCB 96 |
| ------------------------------------------------------- | ------------------------------------------------------- | ------------------------------------------------------- | ------------------------------------------------------- |
| Dampflokomotive 75 501, Eisenbahnmuseum Schwarzenberg   |                                                         |                                                         |                                                         |
| Hersteller:                                             | Sächsische Maschinenfabrik, Chemnitz                    | Sächsische Maschinenfabrik, Chemnitz                    | Sächsische Maschinenfabrik, Chemnitz                    |
| Nummerierung:                                           | 1801–1850 75 511–550                                    | 1851–1855 75 501–505                                    | 1856–1906 75 551–588                                    |
| Baujahre:                                               | 1911–1915                                               | 1915                                                    | 1917/18, 1921                                           |
| Ausmusterung:                                           | bis 1970                                                | bis 1970                                                | bis 1970                                                |
| Anzahl:                                                 | 50                                                      | 05                                                      | 51                                                      |
| Achsformel:                                             | 1’C1’ h2t                                               | 1’C1’ h2t                                               | 1’C1’ h2t                                               |
| Spurweite:                                              | 1435 mm                                                 | 1435 mm                                                 | 1435 mm                                                 |
| Länge über Puffer:                                      | 12.415 mm                                               | 12.415 mm                                               | 12.415 mm                                               |
| Fester Radstand:                                        | 3800 mm                                                 | 3800 mm                                                 | 3800 mm                                                 |
| Gesamtradstand:                                         | 8700 mm                                                 | 8700 mm                                                 | 8700 mm                                                 |
| Höhe:                                                   | 4550 mm                                                 | 4550 mm                                                 | 4550 mm                                                 |
| Leermasse:                                              | 60,1 t                                                  | 62,7 t                                                  | 64,2 t                                                  |
| Dienstmasse:                                            | 76,7 t                                                  | 79,4 t                                                  | 82,2 t                                                  |
| Reibungsmasse:                                          | 47,7 t                                                  | 48,8 t                                                  | 49,5 t                                                  |
| Radsatzfahrmasse:                                       | 15,9 t                                                  | 16,3 t                                                  | 16,5 t                                                  |
| Höchstgeschwindigkeit:                                  | 75 km/h                                                 | 75 km/h                                                 | 75 km/h                                                 |
| Indizierte Leistung:                                    | 990 PSi                                                 | 990 PSi                                                 | 990 PSi                                                 |
| Treibraddurchmesser:                                    | 1590 mm                                                 | 1590 mm                                                 | 1590 mm                                                 |
| Laufraddurchmesser:                                     | 1065 mm                                                 | 1065 mm                                                 | 1065 mm                                                 |
| Steuerungsart:                                          | Heusinger                                               | Heusinger                                               | Heusinger                                               |
| Zylinderdurchmesser:                                    | 550 mm                                                  | 550 mm                                                  | 550 mm                                                  |
| Zylinderanzahl:                                         | 2                                                       | 2                                                       | 2                                                       |
| Kolbenhub:                                              | 600 mm                                                  | 600 mm                                                  | 600 mm                                                  |
| Kesselüberdruck:                                        | 12 bar                                                  | 12 bar                                                  | 12 bar                                                  |
| Anzahl der Heizrohre:                                   | 132                                                     | 132                                                     | 132                                                     |
| Heizrohrlänge:                                          | 4000 mm                                                 | 4000 mm                                                 | 4000 mm                                                 |
| Rostfläche:                                             | 2,30 m²                                                 | 2,30 m²                                                 | 2,30 m²                                                 |
| Strahlungsheizfläche:                                   | 11,8 m²                                                 | 11,8 m²                                                 | 11,8 m²                                                 |
| Rohrheizfläche:                                         | 110,5 m²                                                | 119,8 m²                                                | 110,5 m²                                                |
| Überhitzerfläche:                                       | 036,2 m²                                                | 065,0 m²                                                | 036,2 m²                                                |
| Verdampfungsheizfläche:                                 | 122,3 m²                                                | 131,58 m²                                               | 122,3 m²                                                |
| Wasservorrat:                                           | 8,0 m³                                                  | 8,0 m³                                                  | 9,0 m³                                                  |
| Kohlevorrat:                                            | 2,5 t                                                   | 2,5 t                                                   | 2,8 t                                                   |
| Bremsen:                                                | Westinghouse-Druckluftbremse m. Z.                      | Westinghouse-Druckluftbremse m. Z.                      | Westinghouse-Druckluftbremse m. Z.                      |

Als Sächsische Gattung XIV {\displaystyle \textstyle {\mathfrak {H}}}T wurden dreifach gekuppelte Tenderlokomotiven der Königlich Sächsischen Staatseisenbahnen für den gemischten Dienst auf Haupt- und Nebenstrecken bezeichnet. Die Deutsche Reichsbahn ordnete die Lokomotiven ab 1925 in die Baureihe 75.5 ein. Von den 106 gelieferten Exemplaren waren nach dem Zweiten Weltkrieg noch 88 bei der DR verblieben.

## Geschichte
Als Nachfolger der nur zweifachen gekuppelten Gattung IV T entwickelte die Sächsische Maschinenfabrik in Chemnitz eine dreifach gekuppelte Tenderlokomotive. Die neue Lokomotive sollte vor allem vor den Vorortzügen in den Ballungsräumen zum Einsatz kommen.
Von 1911 bis 1921 wurden dann in drei Serien insgesamt 106 Lokomotiven von den Kgl. Sächsischen Staatseisenbahnen in Dienst gestellt. Die neue Lokomotive galt zum Zeitpunkt ihres Erscheinens als die schwerste 1’C1’-Lokomotive im Bereich der mitteleuropäischen Eisenbahnverwaltungen. Eingesetzt wurden die Lokomotiven nicht nur vor Vorortzügen, sondern letztlich vor allen Arten von Reisezügen auf den Neben- und Hauptstrecken in den sächsischen Mittelgebirgen.
Nach dem Ersten Weltkrieg musste ein Teil der Lokomotiven entsprechend den Bestimmungen des Versailler Vertrages an Polen, Belgien und Frankreich als Reparationsleistung abgetreten werden. Nach 1920 konnte die neu gegründete Deutsche Reichsbahn nur noch 83 Lokomotiven in ihren Bestand einreihen, welche sie ab 1925 in die Baureihe 75.5 einordnete.
Die in Polen verbliebenen elf Lokomotiven gelangten später zur Polnischen Staatsbahn PKP und erhielten dort die Nummern OKl101.01–11. Die belgische SNCB vergab an die vier übernommenen Maschinen die Nummern 9670, 9674, 9676 und 9686. Weitere acht Lokomotiven gelangten zur französischen Staatsbahn unter den Nummern 32-916 bis 32-923.
Nach dem Ende des Zweiten Weltkrieges verblieben bei der Deutschen Reichsbahn 88 Lokomotiven. Darunter befanden sich auch einige Fahrzeuge, die 1918 an Polen und Frankreich abgegeben worden waren. 1968 waren noch 25 Maschinen im Betriebsbestand, die aber bald abgestellt wurden. Im Umbezeichnungsplan für die Einführung der EDV-Nummern sind die Maschinen der Reihe 75.5 noch enthalten, doch erhielten sie keine neuen Nummern mehr.
Erhalten blieben die 75 501 vom Deutschen Dampflokomotiv-Museum Neuenmarkt, die 2002 an das Eisenbahnmuseum Schwarzenberg als Leihgabe abgegeben wurde, und die 75 515 im Sächsischen Eisenbahnmuseum in Chemnitz-Hilbersdorf (Schauplatz Eisenbahn), welche zuvor lange Zeit in Karl-Marx-Stadt Hauptbahnhof ausgestellt und dort am 14. Juni 1983 bei einem Rangierunfall schwer beschädigt worden war.

## Technische Merkmale

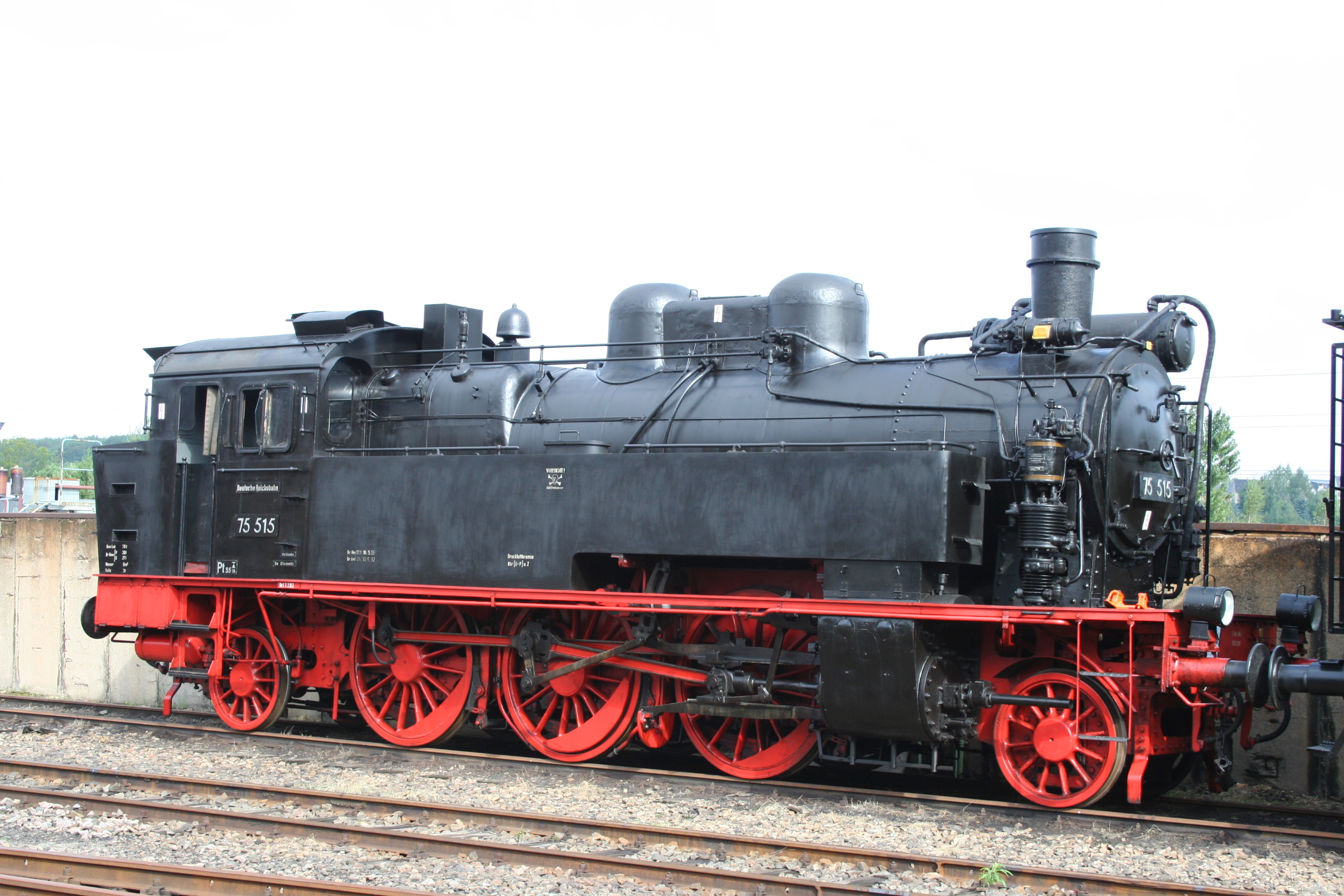
75 515 in Chemnitz-Hilbersdorf (2006)

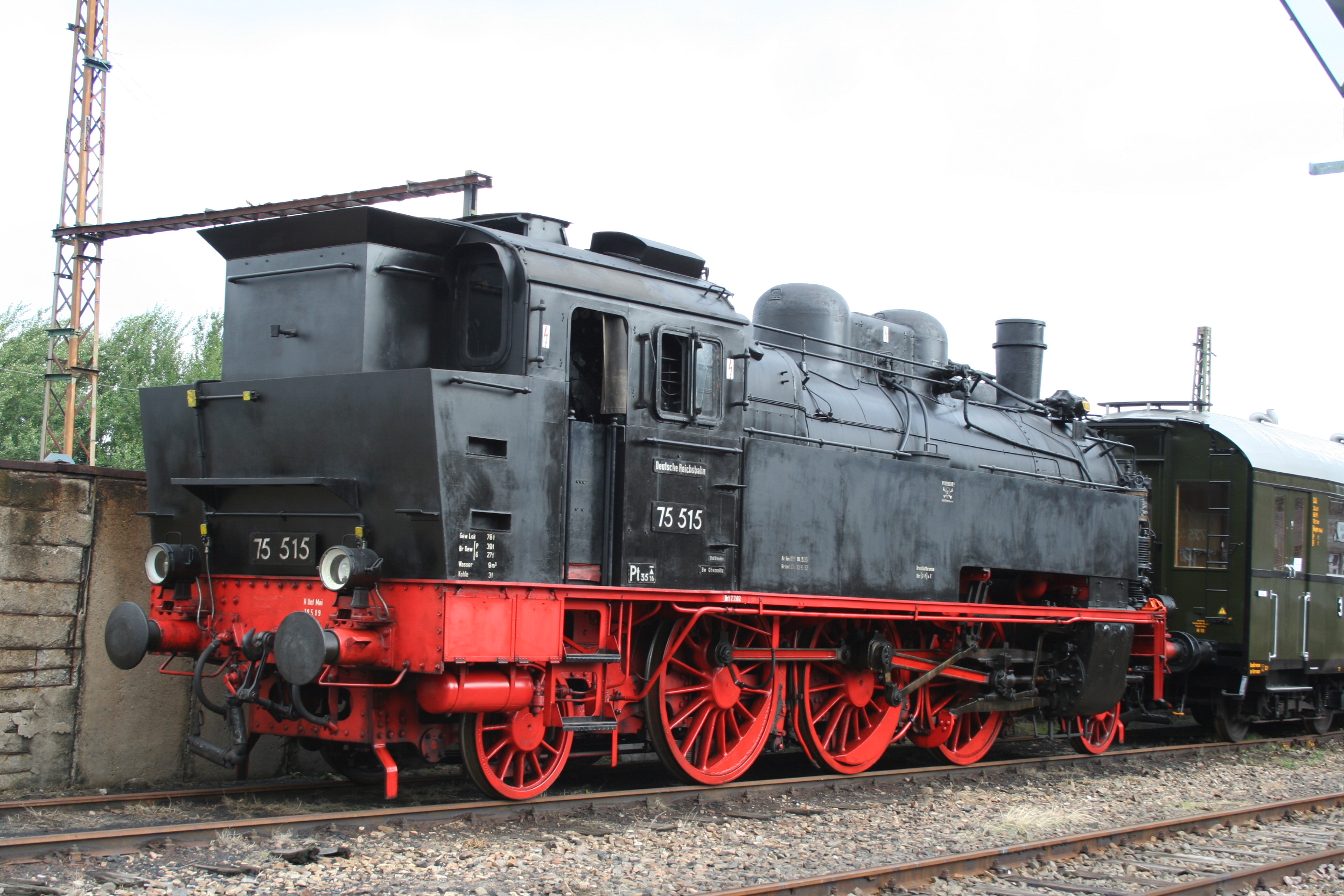
75 515 in Chemnitz-Hilbersdorf (2006)

Die Lokomotiven besaßen einen aus zwei Schüssen bestehenden Langkessel mit zwei Dampfdomen, die durch ein innen liegendes Verbindungsrohr verbunden waren. Die Kesselspeisung erfolgte anfangs durch zwei Dampfstrahlpumpen, ab der Nr. 1856 erhielten die Lokomotiven eine Knorr-Speisepumpe mit einem quer unter dem Kessel liegenden Oberflächenvorwärmer. Später wurde bei allen Lokomotiven der Vorwärmer links neben dem Schornstein angeordnet, was den Lokomotiven ihr typisches Aussehen verlieh. Es wurden Überhitzer der Bauart Schmidt verwendet.
Als Dampfmaschine dient ein Zweizylindertriebwerk mit einfacher Dampfdehnung und Heusingersteuerung. Angetrieben wird die mittlere, zweite Kuppelachse.
Die Treibachse sowie die beiden Kuppelachsen sind starr im Rahmen gelagert. Zur besseren Bogenläufigkeit sind die Spurkränze der Treibachse geschwächt. Die Laufachsen sind als Adamsachsen ausgeführt und besitzen Blattfedern zur Rückstellung.
Als Lokomotivbremse war eine Westinghouse-Druckluftbremse eingebaut. Die Luftpumpe befand sich ursprünglich links an der Rauchkammer, später wurde sie rechts angeordnet.
Der Wasservorrat von 9 m³ befand sich in zwei seitlichen Wasserkästen und in einem im Rahmen angeordneten Behälter. Der Kohlevorrat befand sich hinter dem Führerhaus.
Als Nebenbahnlokomotive waren alle Maschinen mit einem Dampfläutewerk ausgerüstet.